# Vlad Dascălu
Vlad Dascălu (Fălticeni, 17 de diciembre de 1997) es un deportista rumano que compite en ciclismo de montaña en la disciplina de campo a través.
Emigró con sus padres a España cuando tenía 9 años, y reside en Entrena (La Rioja). Decidió competir por Rumanía, y en 2019 se proclamó campeón mundial sub-23 de la disciplina de campo a través.
En los Juegos Europeos de Cracovia 2023 consiguió una medalla de oro en la prueba individual. Participó en los Juegos Olímpicos de Tokio 2020, ocupando el séptimo lugar en la prueba individual.
En mayo de 2024 fue sancionado con una inhabilitación de 17 meses por saltarse tres controles antidopaje.

## Medallero internacional
| Juegos Europeos | Juegos Europeos         | Juegos Europeos | Juegos Europeos |
| Año             | Lugar                   | Medalla         | Competición     |
| --------------- | ----------------------- | --------------- | --------------- |
| 2023            | Krynica-Zdrój (Polonia) | Medalla de oro  | Campo a través  |

## Resultados en la Copa del Mundo
| Año  | Modalidad | 1       | 2       | 3      | 4       | 5      | 6      | 7      | 8       | 9      | Pos. | Puntos |
| ---- | --------- | ------- | ------- | ------ | ------- | ------ | ------ | ------ | ------- | ------ | ---- | ------ |
| 2020 | XCC       | LEN C   | VAL C   | LES C  | NOV 23  | NOV —  |        |        |         |        | 48.° | 46     |
| 2020 | XCO       | LEN C   | VAL C   | LES C  | NOV Ret | NOV 30 |        |        |         |        | 48.° | 46     |
| 2021 | XCC       | ALB 26  | NOV 10  | LEO 9  | LES 27  | LEN —  | SNO 11 |        |         |        | 7.°  | 653    |
| 2021 | XCO       | ALB 18  | NOV 17  | LEO 5  | LES 14  | LEN 15 | SNO 2  |        |         |        | 7.°  | 653    |
| 2022 | XCC       | PET Ret | ALB —   | NOV 4  | LEO 2   | LEN 8  | AND 3  | SNO 2  | MON —   | VAL 6  | 6.°  | 1334   |
| 2022 | XCO       | PET 3   | ALB 3   | NOV 2  | LEO 4   | LEN 17 | AND 4  | SNO 13 | MON Ret | VAL 18 | 6.°  | 1334   |
| 2023 | XCC       | NOV 13  | LEN 13  | LEO 29 | VAL 23  | AND 9  | LES 17 | SNO 4  | MON 16  |        | 11.° | 916    |
| 2023 | XCO       | NOV 15  | LEN Ret | LEO 10 | VAL 3   | AND 9  | LES 3  | SNO 26 | MON 28  |        | 11.° | 916    |
| 2024 | XCC       | MAI 17  | ARA 28  | NOV    | VAL     | CRA    | LES    | LAK    | MON     |        |      |        |
| 2024 | XCO       | MAI 10  | ARA 9   | NOV    | VAL     | CRA    | LES    | LAK    | MON     |        |      |        |